# Fernando Ruiz Hierro
Fernando Ruiz Hierro (Vélez-Málaga, 23 de març de 1968) és un exfutbolista andalús. Va jugar principalment com a defensa i migcampista defensiu, encara que també va jugar de jove a la posició de mitjapunta. Va ser considerat com un dels millors defenses del món. Va ser internacional amb la selecció espanyola.

## Trajectòria esportiva
Malgrat que va néixer a Màlaga, es va formar al planter del Reial Valladolid. Va debutar a primera divisió amb el Valladolid el 4 d'octubre de 1987, a un Valladolid-RCD Espanyol, i el 1989, un mes després de jugar la final de la Copa del Rei contra el Reial Madrid, va ser fitxat per aquest últim, on va jugar fins al 2003. Va ser internacional 89 cops, debutant el 20 de setembre de 1989 en un amistós contra Polònia, i és el tercer golejador històric de la Selecció de futbol espanyola, després de Raúl i David Villa. També va ser durant anys el capità de la selecció i del Reial Madrid.
Es va retirar de la selecció després del Mundial de Corea i Japó de 2002, va participar en els mundials de 1990, 1994, 1998 i 2002 i a les Eurocopes de 1996 i 2000.
Al seu palmarès destaquen tres Copes d'Europa, cinc lligues espanyoles i dues Copes Intercontinentals.
Després de deixar el Reial Madrid el 2003, va jugar a l'Al-Rayyan de Qatar, i a la temporada 2004/05 va tornar al futbol europeu amb el Bolton Wanderers anglès. El 9 de maig de 2005 va anunciar la seva retirada del futbol professional en finalitzar la lliga.

## Palmarès
- 5 Lligues (1990, 1995, 1997, 2001, 2003)
- 1 Copa del Rei (1993)
- 4 Supercopes d'Espanya (1990, 1993, 1997, 2001)
- 3 Copes d'Europa (1998, 2000, 2002)
- 1 Supercopa d'Europa (2002)
- 2 Copes Intercontinentals (1998, 2002)
- 1 Copa Iberoamericana (1994)
- 1 Copa de l'Emir de Qatar (2004)

## Curiositats
- Posseeix el rècord de targetes grogues i vermelles a la Lliga espanyola.